# Заборово (гміна Яновець-Косьцельни)
Заборово (пол. Zaborowo, нім. Saberau) — село в Польщі, у гміні Яновець-Косьцельний Нідзицького повіту Вармінсько-Мазурського воєводства.
Населення — 132 особи (2011).
У 1975-1998 роках село належало до Ольштинського воєводства.

## Демографія
Демографічна структура станом на 31 березня 2011 року:
|          | Загалом | Допрацездатний вік | Працездатний вік | Постпрацездатний вік |
| -------- | ------- | ------------------ | ---------------- | -------------------- |
| Чоловіки | 64      | 13                 | 40               | 11                   |
| Жінки    | 68      | 13                 | 39               | 16                   |
| Разом    | 132     | 26                 | 79               | 27                   |